# Avianca Brazil
OceanAir Linhas Aéreas S.A. – Avianca Brasil is een Braziliaanse luchtvaartmaatschappij met haar thuisbasis in São Paulo.

## Geschiedenis
De maatschappij is onder de naam Oceanair opgericht in 1998 als een luchttaxi-onderneming voor de olie-industrie. Na overname door Synergy Group werd het een volwaardige luchtvaartmaatschappij. In 2010 werd de luchtvaartmaatschappij omgedoopt in Avianca Brazil.

## Vloot
De vloot van Avianca Brazil bestaat in juli 2016 uit:
- 015 Airbus A318-100
- 04 Airbus A319-100
- 027 Airbus A320-200